# Communauté de communes Bresse Dombes Sud Revermont
La communauté de communes Bresse Dombes Sud Revermont est une ancienne communauté de communes située dans le département de l'Ain et regroupant 6 communes. Les communes du territoire appartiennent depuis le 1er janvier 2017 à la communauté d'agglomération du Bassin de Bourg-en-Bresse.

## Historique
- 7 décembre 1999 : Création
- 1er juin 2004 : Modification et transfert de compétences (services à la population et aides aux communes et associations)
- 5 octobre 2006 : Modification des compétences
- 1er janvier 2017 : Fusion avec la Communauté d'agglomération de Bourg-en-Bresse et cinq autres communautés de communes pour donner naissance à la communauté d'agglomération du Bassin de Bourg-en-Bresse[2]

## Composition
Elle était composée des communes suivantes :
| Nom                   | Code Insee | Gentilé         | Superficie (km2) | Population (dernière pop. légale) | Densité (hab./km2) |
| --------------------- | ---------- | --------------- | ---------------- | --------------------------------- | ------------------ |
| La Tranclière (siège) | 01425      | Tranclériens    | 14,75            | 295 (2014)                        | 20                 |
| Certines              | 01069      | Certinois       | 15,92            | 1 466 (2014)                      | 92                 |
| Druillat              | 01151      | Druillatis      | 20,72            | 1 150 (2014)                      | 56                 |
| Journans              | 01197      | Journanais      | 2,43             | 356 (2014)                        | 147                |
| Saint-Martin-du-Mont  | 01374      | Saint-Martinois | 28,09            | 1 757 (2014)                      | 63                 |
| Tossiat               | 01422      | Tossiatis       | 10,17            | 1 366 (2014)                      | 134                |

## Compétences
- Assainissement collectif
- Assainissement non collectif
- Collecte des déchets des ménages et déchets assimilés
- Traitement des déchets des ménages et déchets assimilés
- Politique du cadre de vie
- Protection et mise en valeur de l'environnement
- Action sociale
- Création, aménagement, entretien et gestion de zone d'activités industrielle, commerciale, tertiaire, artisanale ou touristique
- Action de développement économique (Soutien des activités industrielles, commerciales ou de l'emploi, soutien des activités agricoles et forestières...)
- Tourisme
- Construction ou aménagement, entretien, gestion d'équipements ou d'établissements culturels, socioculturels, socioéducatifs, sportifs
- Schéma de cohérence territoriale (SCOT)
- Schéma de secteur
- Plans locaux d'urbanisme
- Création et réalisation de zone d'aménagement concerté (ZAC)
- Aménagement rural
- Programme local de l'habitat
- Politique du logement social
- Action en faveur du logement des personnes défavorisées par des opérations d'intérêt communautaire
- Opération programmée d'amélioration de l'habitat (OPAH)
- Autres

## Pour approfondir